# Signoretia karaseki
Signoretia karaseki är en insektsart som beskrevs av Melichar 1905. Signoretia karaseki ingår i släktet Signoretia och familjen dvärgstritar. Inga underarter finns listade i Catalogue of Life.